# 유엔젤
유엔젤(Uangel Corp.)는 대한민국의 모바일 네트워크 및 미디어 솔루션 기업이다. 본사는 경기도 성남시 분당구 황새울로 240번길 3 현대오피스빌딩 10층에 위치해 있으며 대표이사는 유지원이다.

## 상장
2003년 7월 공모가 1만4000원으로 유가증권시장에 상장하였다.

## 사업
EBS와 보유 콘텐츠 활성화를 위한 업무협약(MOU)을 체결한 바 있다

## 유엔젤보이스
대주주가 재단법인 유엔젤 보이스을 2008년 12월에 창단하여  팝 클래식 보컬 그룹으로 활동중이다.

## 참고문헌
1. ↑  거래소 첫직상장 벤처기업 최충렬 유엔젤사장, 동아일보, 2003-07-08
2. ↑  고종민, 유엔젤 유지원 대표 “5G·IoT 사업에 승부건다”, 딜사이트, 2018.03.27
3. ↑  유엔젤, 개장 직후 상한가 직행… 구글 AI챗봇 ‘바드’ 출시 예고 영향, 조선비즈, 2023.02.07
4. ↑  최광민, 스켈터랩스, 유엔젤과 원스톱 인공지능 컨택센터 솔루션 고도화 한다!, 인공지능신문, 2024.04.04
5. ↑  이지형, 한국IR협의회 기업리서치센터 기술분석보고서-유엔젤, 2023년 5월 25일
6. ↑  나지홍, ‘제 2의 웹젠’ 기대감 높아, 조선비즈, 2003.06.15
7. ↑  유엔젤, 尹대통령 수능 ‘킬러 문항’ 배제 지시 소식...EBS 콘텐츠 업무 협약 부각, 이투데이, 2023-06-21
8. ↑  김종섭, 유엔젤보이스의 아름다움에는 누군가의 ‘고통과 은혜’의 삶이 있다, (재)유엔젤보이스 박지향 이사장, 월간리뷰, 30/03/2022